# Кролевецкий район
Кролеве́цкий район (укр. Кролевецький район, [krɔɫeˈʋɛt͡sʲkɪj rɑˈjɔn̪], произношениео файле) — упразднённое административно-территориальное образование в Сумской области Украины.

## Географическое положение
Кролевецкий район расположен на северо-западе Сумской области Украины.
Район граничит на севере с Шосткинским, на востоке — с Глуховским, на юго-востоке — с Путивльским, на юге — с Конотопским районами Сумской области, а на западе с Коропским районом Черниговской области.
Административным центром района является (c 1956 года) — город Кролевец, расположенный на реке Реть и её притоке Свидень (бассейн Десны). Железнодорожная станция на линии Конотоп—Хутор-Михайловский, на расстоянии 152 км к северо-западу от областного центра Сумы.
Через район проходит железнодорожная магистраль и автотрасса Киев-Москва. Площадь района — 1,3 тыс. кв. км. Из полезных ископаемых Кролевецкий район богат на торф, глину, строительный песок.
Через район протекают реки: Десна, Сейм, Реть, Ретик, Эсмань, Ворголка, Медведевская, Глистянка, Коропец, Свидня, Быстра, Стрижень, Клевень.

## Население
Население района составляет 46 752 человека (2001), в том числе городское — 25 103 человека, сельское — 21 649 человек (59 тыс. человек в 1979 году).

## История
Город Кролевец основан, предположительно, в 1601, впервые упоминается как «город поветовый» в 1638. При Б. Хмельницком был сотенным городом Нежинского полка. В 1654 отошёл к России. С 1782 года Кролевец — уездный город Новгород-Северского наместничества, а с 1802 — Черниговской губернии.
Датой создания Кролевецкого района считается 1923 год.
С 15 октября 1932 года[уточнить] вошёл в новообразованную Черниговскую область в составе Украинской Советской Социалистической Республики.
10 января 1939 года Указом Президиума Верховного совета СССР район был из состава Черниговской области передан в новообразованную Сумскую область.
17 июля 2020 года в результате административно-территориальной реформы район вошёл в состав Конотопского района.

## Административное устройство
Район включает в себя:
| - Городских советов: 1 - Сельских советов: 21 | - Городов: 1 - Посёлков: 2 - Сёл: 72 |

### Местные советы[5]
| - Кролевецкий городской совет - Алтыновский сельский совет - Белогривский сельский совет - Буйвалевский сельский совет - Быстрикский сельский совет - Гречкинский сельский совет - Гружчанский сельский совет - Добротовский сельский совет - Дубовичский сельский совет - Зазерковский сельский совет - Каменский сельский совет | - Литвиновичский сельский совет - Локнянский сельский совет - Майоровский сельский совет - Мутинский сельский совет - Обтовский сельский совет - Реутинский сельский совет - Спасский сельский совет - Тулиголовский сельский совет - Червоноранковский сельский совет - Яровский сельский совет - Ярославецкий сельский совет |

### Населённые пункты[6]
| с. Алтыновка с. Антоновка с. Артюхово с. Белогривое с. Бескровное с. Боцманов с. Божок с. Буйвалово с. Быстрик с. Васильковщина с. Веселые Горы с. Воргол с. Воронцово с. Горохово с. Гречкино с. Грибанево с. Грузское с. Губаревщина с. Дедовщина с. Добротово с. Дубовичи с. Жабкино с. Заболотово с. Загоровка с. Зазерки | с. Заречье с. Зарудье с. Калашиновка с. Камень с. Кащенково с. Колбасино с. Крещатик г. Кролевец с. Кубахово с. Лапшино с. Литвиновичи с. Локня пос. Луч с. Любитово с. Майоровка с. Марухи с. Медведево пос. Мирное с. Морозовка с. Мостище с. Мутин с. Нежинское с. Неровнино с. Николаенково с. Новоселица | с. Обтово с. Отрохово с. Папкино с. Пасека с. Перемога с. Пионерское с. Пиротчино с. Погореловка с. Покровское с. Прогресс с. Ретик с. Реутинцы с. Сажалки с. Свидня с. Соломашино с. Спасское с. Сребровщина с. Тарасовка с. Терехово с. Тулиголово с. Хоменково с. Червоная Горка с. Шлях с. Яровое с. Ярославец |

#### Ликвидированные населённые пункты[7]
| с. Бошевка | с. Малиново |